# ボーイング747-300
ボーイング747-300
シンガポール航空のボーイング747-300
- 用途：旅客機
- 分類：ワイドボディ
- 設計者：MRオリビエリ
- 製造者：ボーイング
- 運用者：

シンガポール航空
スイス航空
ヴァリグ・ブラジル航空
カンタス航空
など
- 初飛行：1982年
- 生産開始：1982年
- 運用開始：1983年
- 運用状況：運用中

ボーイング747-300（Boeing 747-300）は、アメリカのボーイング社が開発した大型旅客機、ボーイング747の派生モデルの一つ。2階客室部分を延長し客席を増やし、登場当時世界最大の客席数を持つ旅客機であった。「SUD（Stretched Upper Deck）」と呼ばれる。

## 概要

### 開発の経緯
1970年に就航し、当時世界最大の旅客機であったボーイング747の2階客室部分を7.11メートル延長することで、さらに客席を増やすことを目的に開発された。
さらに、1975年に就航した胴体短縮型のボーイング747-SPが、胴体を短縮したが2階席を短縮しなかったことが副次的に機体にエリアルールにより即した形状をもたらし、最高運用速度がマッハ0.92（1095 km/h）、最高巡航速度マッハ0.88（990 km/h）に向上したことも、2階客室を延長したことで同じ効果が期待できる-300の開発を後押しした。
また-300は、平均で約10パーセントの座席増が可能となった上、エリアルールの効果により燃費も向上し、ボーイングの発表によると、これらの効果により座席当たりコストが-100/-200に比べて25%減ったとされ、航続距離も伸びることとなった。

### アッパーデッキへの階段
ボーイング747は、前方が二階建てであるがアッパーデッキは操縦室へそのまま通じている。そのため、旅客型ではアッパーデッキへの階段が必要となる。これまでの-100型、-200型、-SP型はL1/R1ドア付近に階段が設置されていたが、この型式よりL2/R2ドア付近ヘ設置されることとなった。そして、階段の形状もこの型式より全て直線式となった。このアッパーデッキへの階段の配置は以後、ボーイング747-400（旅客型）、そして最新型の-8ICにも受け継がれている。

### 就航

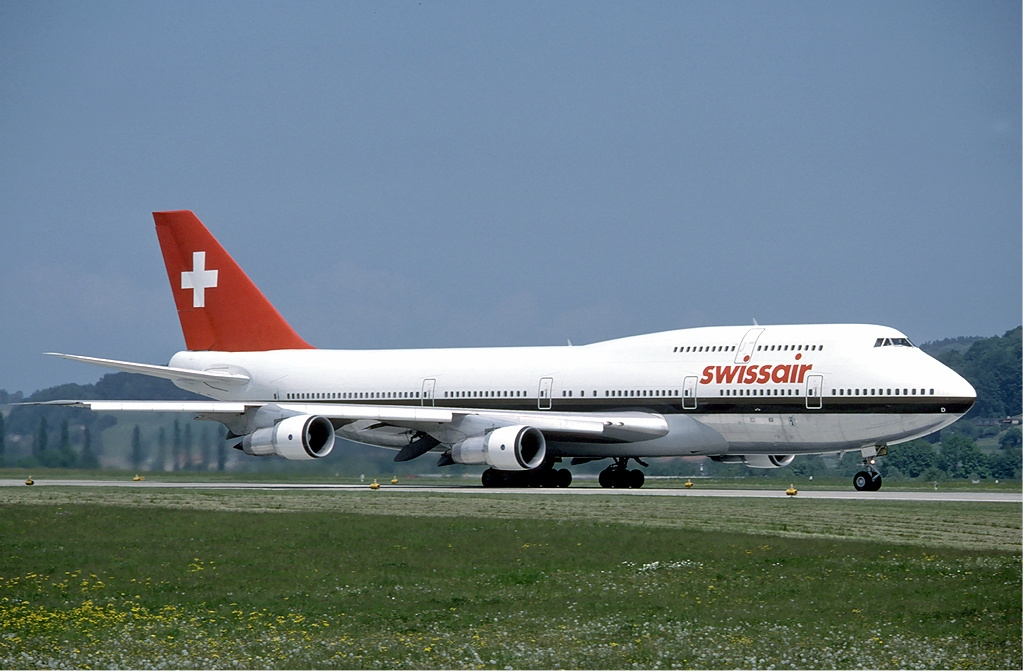
スイス航空の747-300

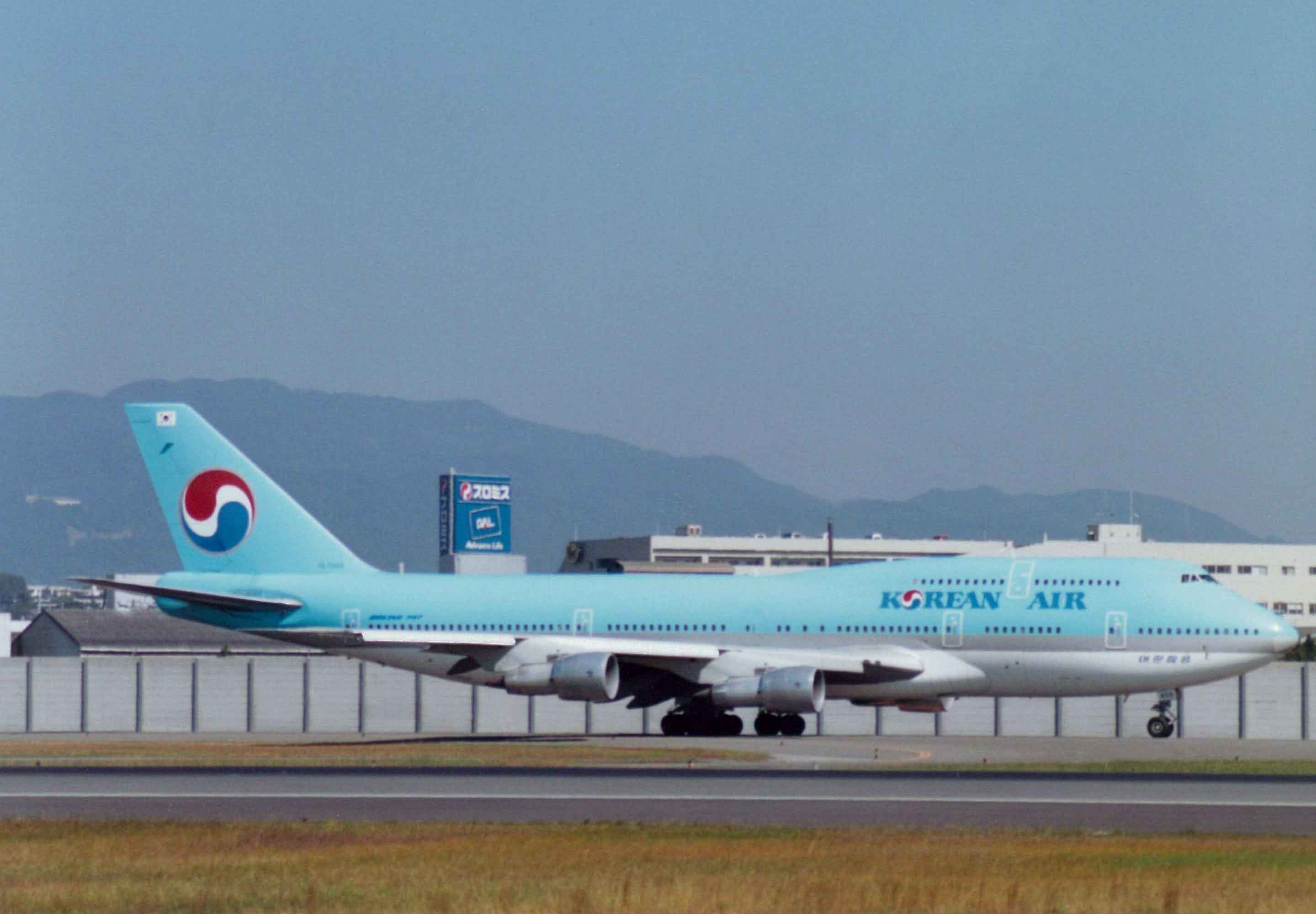
大韓航空の747-300

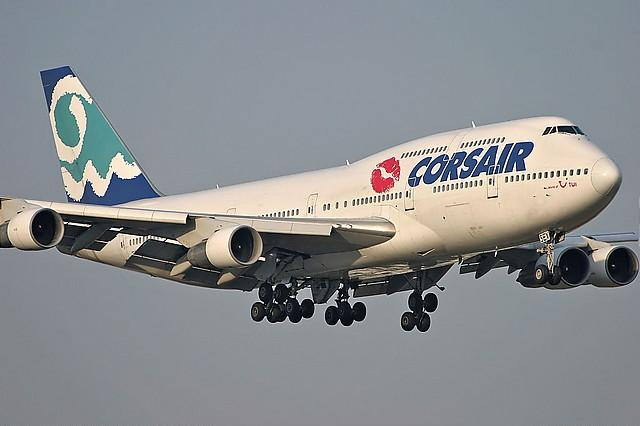
コルスエールの747-300

1982年に初号機がロールアウトした後に、スイス航空へ納入された。各国のフラッグシップを含む多くの航空会社が発注し、最初期に納入されたシンガポール航空では、「BIGTOP」の愛称を機体にペイントしたほか、広告でも同社を代表する機材として大きく取り上げていた。
当時世界で最も多くのボーイング747を運航していた日本航空も1983年に導入し、超長距離路線である東京-ニューヨーク線や東京-ロンドン線などの国際線の主要路線のみならず、国内幹線にも-300SR型を導入した。当時、国際線を持たない全日本空輸と東亜国内航空は導入しなかった。なお同機種は当時世界で最も多くの座席数を持つ旅客機であった。
他にも、キャセイパシフィック航空やタイ国際航空、マレーシア航空、UTA、サベナ・ベルギー航空、ヴァリグ・ブラジル航空、南アフリカ航空、カンタス航空等の多くの航空会社が発注したが、生産国であるアメリカの航空会社は発注しなかった。

### 生産中止
しかし1980年代後半に入ると、-300をもとにフェアリングの改良とウィングレットの追加、さらにコクピットを大幅改良し2人乗務を実現した改良型の-400の開発が始まったことを受け、1990年にサベナ・ベルギー航空に納入された機材(機体番号 OO-SGD)を最後に生産が中止された。なお、ボーイング747の派生形では唯一、生産国のアメリカの航空会社から発注のないままに生産が中止された機材となった。
なお、最後期に生産され日本アジア航空に納入された-300(機体番号 JA8189)などの日本航空グループが所有していた300は、-400と同じ改良されたフェアリングとなっている。さらに、エア・インディアが保有している（かつてタイ国際航空やヴァリグ・ブラジル航空も保有していた）-300は、「747クラシック」の特徴であった主翼端のHFアンテナが無い機材があり、エンジンも-400と同じGE社のCF6-80C2を搭載しているため、窓等一部違いはあれど外見上は747-400D型と区別が付かない。

### 現在
1990年代後半に入り、ボーイング747-300を導入した航空会社においてもボーイング747-400の導入が進んだ上、旧式の機内エンターテイメントしかもたないボーイング747-300は主要路線から外され、日本航空やエールフランスなどにおいては団体ツアー客が多いリゾート路線などに回されることが多くなった。
さらに2000年代に入ると、同程度のキャパシティを持つものの燃費効率に優れたボーイング777-200/300などの新型機材の導入が進み、さらに機齢が20年を超えるものの増えてきた事や、航空機関士が必要な事による運航コストの高騰などから日本航空やキャセイパシフィック航空、KLMオランダ航空などの主要航空会社からは次々と退役することとなった。
2019年以降に飛行したことが確認できる機体はイランのマーハーン航空所属のもの（EP-MND）、サウジアラビア政府所属のもの（HZ-HM1A）、ベラルーシのTransaviaexport Cargo Airline所属のもの（EW-465TQ）の3機のみであり、近い将来に飛行可能な機体がまったく無くなることも考えられる。
退役後の機体の一部は他の用途に転用された。例えばパキスタン国際航空のAP-BFVはカラチのジンナー国際空港の近くでレストランとして使用されている。また、サザンエアのN789SAはバーニング・マンのためアート・カーに改装された。

## モデル

### -300SR

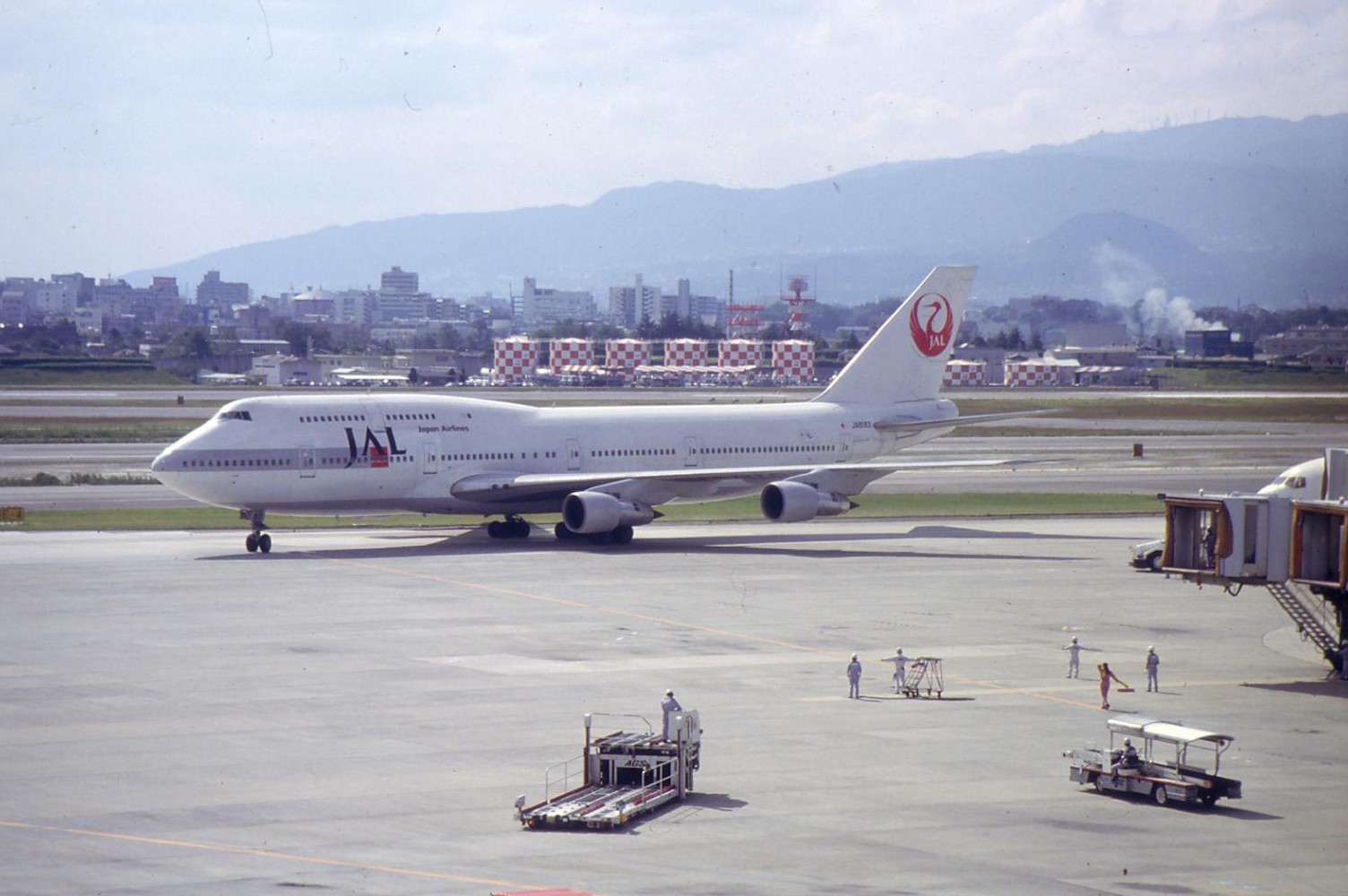
日本航空の747-300SR

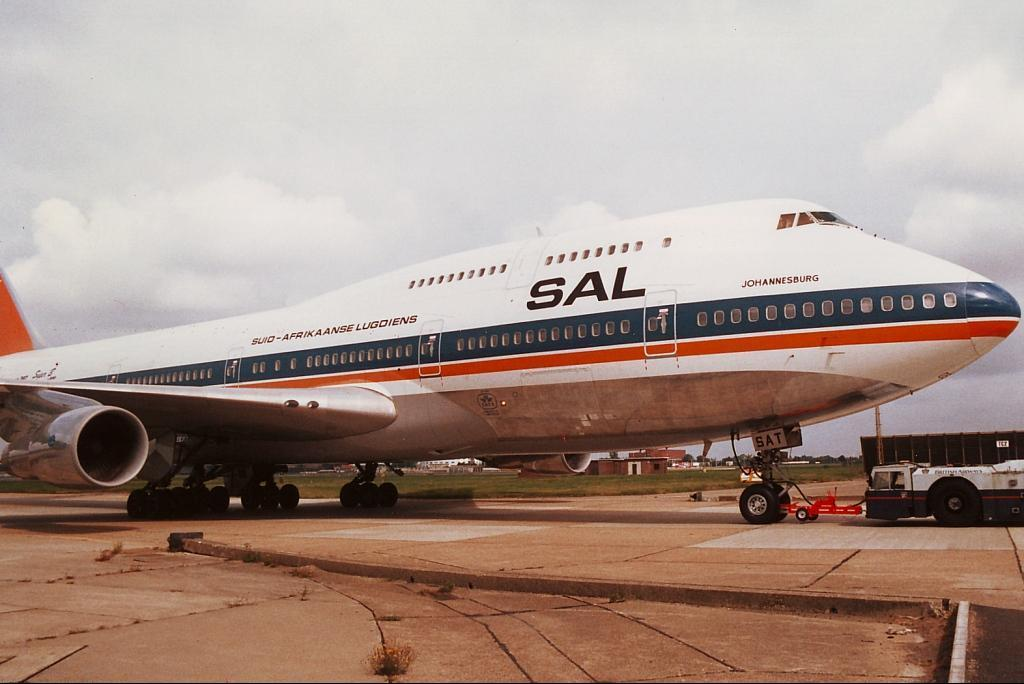
南アフリカ航空の747-300コンビ

1988年にSR-100型の後継機として日本航空に納入された機体。2階席部分の客室が延ばされたために、国内線仕様で483席と当時としては世界最大の座席数を誇っていたほか、1995年には2機が全席普通席584席仕様となり世界最大の座席数記録を自ら塗り替えた。この-300SRは世界でも4機しか生産されておらず、導入した航空会社も世界中で日本航空のみである（その後系列会社のJALウェイズも使用している）。機体そのものは-300型だが、日本国内での特殊な運航事情に合わせSR-100型や後継機の-400D型と同じくボディ補強が施されている。
エンジンは、ベースとなった-300と同じJT9D-7R4G2エンジンを搭載する。そのため、国際線仕様機への改造（最大離陸重量の引き上げ、内装の一部改修等）を施せば中・長距離路線へ投入が可能である。納入直後からSR-100型のより直接的な後継機となる-400Dの納入が開始されたため、SR-300型は全て中長距離路線就航に合わせた改修を受け、日本-ホノルル線などで活躍し、2009年7月24日の那覇発東京行のJL3946便（機体番号JA8183）をもって有償飛行を終え、日本航空から引退した。

### -300コンビ
-300ではキャパシティが大きいと判断した航空会社のために、後部客室部分を貨物室にした貨客混載型も開発され、エア・インディアや南アフリカ航空、KLMオランダ航空などで運航された。1990年代後半日本航空ではアンカレッジ定期便就航用に-300を-300コンビへ改修する計画があったが、ボーイング社から機体の安全性を理由に反対され白紙になった経緯がある。なお2階客室を延長しても貨物の積載量は増えないことから、貨物型は開発されなかった。

### -100/SUDと-200/SUD
座席当たりコストが減少した効果を受けて、KLMオランダ航空など一部の航空会社では、-100型や-200B型を改造して-300型のような胴体にしたところや、日本航空のように製造段階で-100の胴体を-300と同様にしたケースもある。このような機体は「-100(B)/SUD」、「-200B/SUD」と呼ばれ、-300とは区別される。日本航空は当初-100B/SUDを導入していたが、搭載されていたJT9D-7Aエンジンの生産が中止されたため、-300と同じJT9D-7R4G2を搭載した-300SRに切り替えた。

## 主な顧客

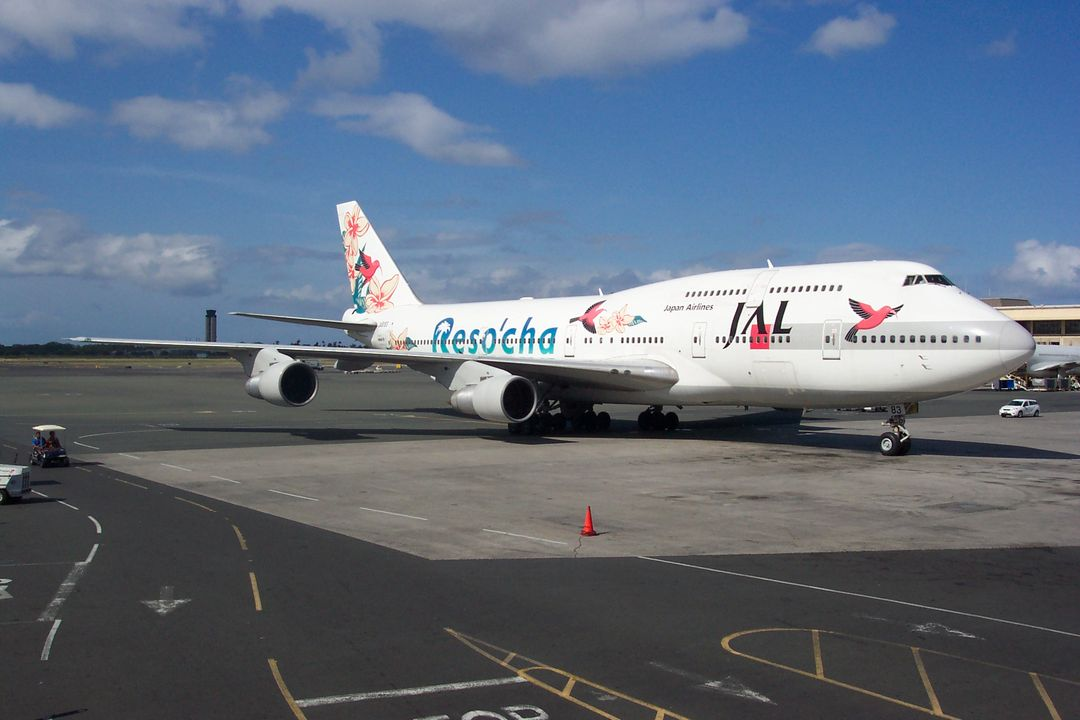
日本航空の747-300

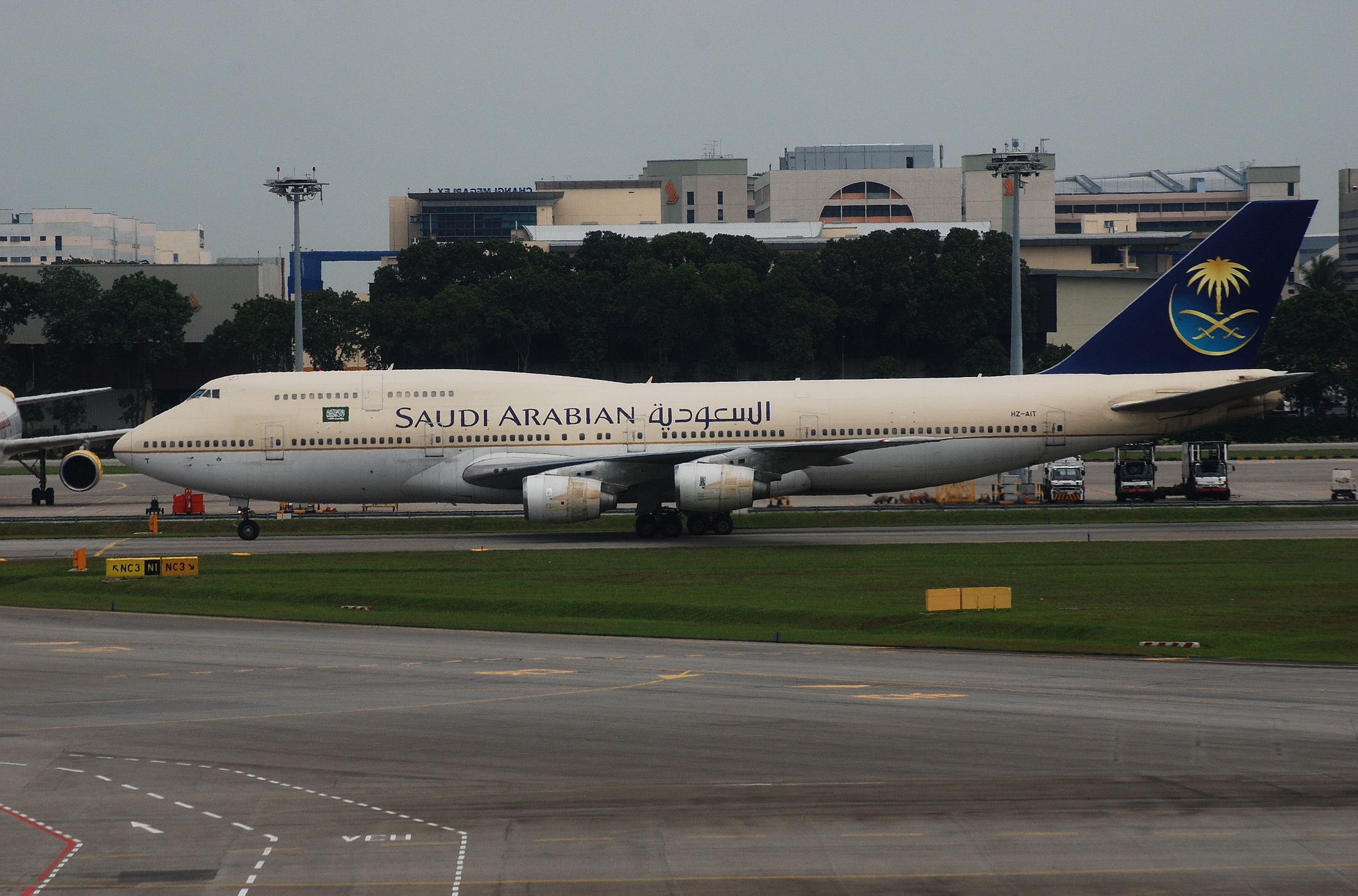
サウジアラビア航空の747-300

- 日本航空
- 日本アジア航空
- JALウェイズ
- 大韓航空
- チャイナエアライン
- キャセイパシフィック航空
- タイ国際航空
- マレーシア航空
- シンガポール航空
- ガルーダ・インドネシア航空
- エア・インディア
- パキスタン国際航空
- サウジアラビア航空
- スイス航空
- エールフランス航空
- UTA
- コルセールフライ
- サベナ・ベルギー航空
- KLMオランダ航空
- ヴァリグ・ブラジル航空
- TAAGアンゴラ航空
- 南アフリカ航空
- カンタス航空
- アンセット・オーストラリア航空

## 事故・インシデント
- 大韓航空801便墜落事故